# Championnat d'Angleterre de football 2009-2010
Navigation
Édition précédente Édition suivante
La 111e édition du championnat d'Angleterre de football 2009-2010 est la dix-huitième sous l'appellation Premier League. Elle oppose les vingt meilleurs clubs d'Angleterre en une série de trente-huit journées.
Elle est remportée par Chelsea FC. Le club londonien finit un point devant Manchester United et onze sur Arsenal FC. C'est le quatrième titre des « Blues » en championnat d'Angleterre.
Chelsea FC, Manchester United et Arsenal FC se qualifient pour les phases de poules de la Ligue des champions, Tottenham Hotspur se qualifie pour le troisième tour qualificatif de cette compétition. Manchester City et Aston Villa se qualifient pour les phases de poule de la Ligue Europa. Liverpool FC se qualifie pour le troisième tour qualificatif de cette compétition.
Le système de promotion/relégation ne change pas : descente et montée automatique, sans matchs de barrage pour les trois derniers de première division et les deux premiers de deuxième division, poule de play-off pour les deuxième à sixième de la division 2 pour la dernière place en division 1. À la fin de la saison, les clubs de Portsmouth FC, Burnley FC et Hull City sont relégués en deuxième division. Ils sont remplacés par Newcastle United, West Bromwich Albion et Blackpool FC après play-off.
L'attaquant ivoirien Didier Drogba, de Chelsea FC, remporte, pour la deuxième fois, le titre de meilleur buteur du championnat avec 29 réalisations.

## Qualifications européennes
Ligue des champions
À l'issue de la saison, les trois clubs qui se qualifient pour la phase de groupes de la Ligue des champions 2010-2011 sont Chelsea FC (1er), Manchester United FC (2e) et Arsenal FC (3e). Le club de Tottenham Hotspur FC (4e), en passant par un tour de barrages contre une autre équipe européenne non-championne, peut aussi se qualifier pour la phase de groupes.
Ligue Europa
L'Angleterre dispose de trois places pour la Ligue Europa 2010-2011.
- l'une est attribuée au vainqueur de la FA Cup, mais s'il ne peut participer, c'est le finaliste qui prend la place, voire le premier du championnat à ne pas être qualifié ;
- la deuxième place est attribuée au premier non-qualifié du championnat ;
- la troisième place est attribuée au vainqueur de la League Cup, mais s'il ne peut participer, au premier non-qualifié du championnat.

Deux de ces places qualifient pour le tour de barrages mi-août, une autre pour le troisième tour de qualification fin juillet. L'ordre est déterminé par la place en championnat, à l'exception du vainqueur de coupe qui reçoit systématiquement la meilleure place.
Le vainqueur de la League cup, Manchester United, tout comme le finaliste de la Cup, Chelsea, se sont qualifiés pour la Ligue des champions, et Portsmouth, adversaire de Chelsea, n'a pas la licence UEFA. Les deux places de coupes sont donc redistribuées au championnat. Les places pour la Ligue Europa 2010-2011 sont attribuées à Manchester City FC (5e), Aston Villa FC (6e) et Liverpool FC (7e).

## Les 20 clubs participants

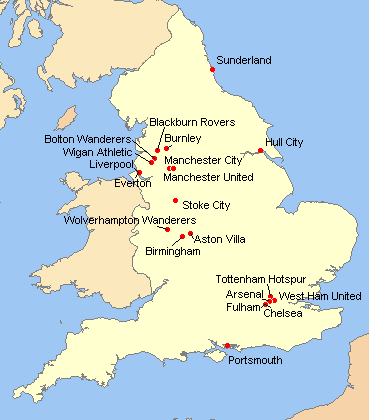
Localisation des clubs engagés dans le championnat.

Légende des couleurs
- Phase de groupes de la Ligue des champions de l'UEFA 2009-2010
- Tour de barrages de la Ligue des champions de l'UEFA 2009-2010
- Tour de barrages de la Ligue Europa 2009-2010
- Troisième tour de qualification de la Ligue Europa 2009-2010
- Promu de Football League Championship

| Club                       | Dernière montée | Classement 2008-2009 | Entraîneurs                         | Depuis | Stade                      | Capacité théorique | Ville          |
| -------------------------- | --------------- | -------------------- | ----------------------------------- | ------ | -------------------------- | ------------------ | -------------- |
| Arsenal FC                 | 1919            | 4                    | Arsène Wenger                       | 1996   | Emirates Stadium           | 60 355             | Londres        |
| Aston Villa FC             | 1988            | 6                    | Gérard Houllier                     | 2010   | Villa Park                 | 42 640             | Birmingham     |
| Birmingham City FC         | 2009            | 2 (FLC)              | Alex McLeish                        | 2007   | St Andrew's                | 30 009             | Birmingham     |
| Blackburn Rovers FC        | 2001            | 15                   | Sam Allardyce                       | 2008   | Ewood Park                 | 31 367             | Blackburn      |
| Bolton Wanderers FC        | 2001            | 13                   | Gary Megson (30/12/09) Owen Coyle   | 2007   | Reebok Stadium             | 28 723             | Bolton         |
| Burnley FC                 | 2009            | 5 (FLC)              | Owen Coyle (01/2010) Brian Laws     | 2007   | Turf Moor                  | 28 723             | Burnley        |
| Chelsea FC                 | 1989            | 3                    | Carlo Ancelotti                     | 2009   | Stamford Bridge            | 42 055             | Londres        |
| Everton FC                 | 1954            | 5                    | David Moyes                         | 2002   | Goodison Park              | 40 569             | Liverpool      |
| Fulham FC                  | 2001            | 7                    | Roy Hodgson                         | 2007   | Craven Cottage             | 30 500             | Londres        |
| Hull City AFC              | 2008            | 17                   | Phil Brown (03/10) Iain Dowie       | 2006   | KC Stadium                 | 25 404             | Hull           |
| Liverpool FC               | 1962            | 2                    | Rafael Benitez                      | 2004   | Anfield Road               | 45 522             | Liverpool      |
| Manchester City FC         | 2002            | 10                   | Mark Hughes (12/09) Roberto Mancini | 2008   | City of Manchester Stadium | 47 726             | Manchester     |
| Manchester United FC       | 1975            | 1                    | Alex Ferguson                       | 1986   | Old Trafford               | 76 212             | Manchester     |
| Portsmouth FC              | 2003            | 14                   | Paul Hart (11/09) Avram Grant       | 2009   | Fratton Park               | 20 688             | Portsmouth     |
| Stoke City FC              | 2008            | 12                   | Tony Pulis                          | 2006   | Britannia Stadium          | 28 383             | Stoke-on-Trent |
| Sunderland AFC             | 2007            | 16                   | Steve Bruce                         | 2009   | Stadium of Light           | 48 707             | Sunderland     |
| Tottenham Hotspur FC       | 1978            | 8                    | Harry Redknapp                      | 2008   | White Hart Lane            | 36 240             | Londres        |
| West Ham United FC         | 2006            | 9                    | Gianfranco Zola                     | 2008   | Upton Park                 | 35 303             | Londres        |
| Wigan Athletic FC          | 2005            | 11                   | Roberto Martínez Montoliú           | 2009   | DW Stadium                 | 25 138             | Wigan          |
| Wolverhampton Wanderers FC | 2009            | 1 (FLC)              | Mick McCarthy                       | 2006   | Molineux Stadium           | 28 525             | Wolverhampton  |

## Compétition

### Calendrier
|                                                                                  | Juillet       | Août             | Août          | Septembre     | Octobre      | Novembre  | Décembre    | Décembre      | Janvier             | Février       | Mars          | Mars          | Avril         | Avril         | Mai    | Juin       |
| -------------------------------------------------------------------------------- | ------------- | ---------------- | ------------- | ------------- | ------------ | --------- | ----------- | ------------- | ------------------- | ------------- | ------------- | ------------- | ------------- | ------------- | ------ | ---------- |
| 1                                                                                | mer.          | sam.             | sam.          | mar.          | Journée 2    | dim.      | mar.        | 1/4 de finale | ven.                | lun.          | lun.          | lun.          | 1/4 de finale | 1/4 de finale | 37     | mar.       |
| 2                                                                                | jeu.          | dim.             | dim.          | mer.          | ven.         | lun.      | Jour-       | 1/4 de finale | 32e de finale       | mar.          | mar.          | mar.          | ven.          | ven.          | dim.   | mer.       |
| 3                                                                                | ven.          | lun.             | lun.          | jeu.          | 8            | Journée 4 | née 5       | née 5         | dim.                | mer.          | Égypte        | Égypte        | 33            | 33            | lun.   | jeu.       |
| 4                                                                                | sam.          | mar.             | mar.          | ven.          | dim.         | Journée 4 | ven.        | ven.          | lun.                | jeu.          | jeu.          | jeu.          | dim.          | dim.          | mar.   | ven.       |
| 5                                                                                | dim.          | mer.             | mer.          | Slovénie      | lun.         | Journée 4 | 15          | 15            | Demi-finales aller  | ven.          | ven.          | ven.          | lun.          | lun.          | mer.   | sam.       |
| 6                                                                                | lun.          | 3e tour prél.    | 3e tour prél. | dim.          | mar.         | ven.      | dim.        | dim.          | Demi-finales aller  | 25            | 29A           | 1/4 de        | 1/4 de finale | 1/4 de finale | jeu.   | dim.       |
| 7                                                                                | mar.          | ven.             | ven.          | lun.          | mer.         | 12        | lun.        | lun.          | jeu.                | dim.          | finale        | finale        | 1/4 de finale | 1/4 de finale | ven.   | lun.       |
| 8                                                                                | mer.          | sam.             | sam.          | mar.          | jeu.         | dim.      | Jour- née 6 | 1/4 de finale | ven.                | lun.          | lun.          | lun.          | 1/4 de finale | 1/4 de finale | 38     | mar.       |
| 9                                                                                | jeu.          | Shield           | Shield        | Croatie       | ven.         | lun.      | Jour- née 6 | 1/4 de finale | 21                  | 26            | 8e de finale  | 8e de finale  | ven.          | ven.          | dim.   | mer.       |
| 10                                                                               | ven.          | lun.             | lun.          | jeu.          | Ukraine      | mar.      | jeu.        | jeu.          | dim.                | 26            | 8e de finale  | 8e de finale  | 34A           | Demi-         | lun.   | jeu.       |
| 11                                                                               | sam.          | mar.             | mar.          | ven.          | dim.         | mer.      | ven.        | ven.          | lun.                | jeu.          | 8e de finale  | 8e de finale  | finales       | finales       | mar.   | ven.       |
| 12                                                                               | dim.          | Pays-bas         | Pays-bas      | 16            | lun.         | jeu.      | 16          | 16            | mar.                | ven.          | ven.          | ven.          | lun.          | lun.          | Finale | États-Unis |
| 13                                                                               | lun.          | jeu.             | jeu.          | dim.          | mar.         | ven.      | dim.        | dim.          | mer.                | 8e de finale  | 30            | 30            | mar.          | mar.          | jeu.   | dim.       |
| 14                                                                               | mar.          | ven.             | ven.          | lun.          | Biélorussie  | Brésil    | lun.        | lun.          | jeu.                | dim.          | dim.          | dim.          | mer.          | mer.          | ven.   | lun.       |
| 15                                                                               | mer.          | 1                | 1             | Journée 1     | jeu.         | dim.      | mar.        | 17A           | ven.                | lun.          | lun.          | lun.          | jeu.          | jeu.          | Finale | mar.       |
| 16                                                                               | jeu.          | dim.             | dim.          | Journée 1     | ven.         | lun.      | Jour-       | 17A           | 22                  | 8e de finale  | 8e de finale  | 8e de finale  | ven.          | ven.          | dim.   | mer.       |
| 17                                                                               | ven.          | lun.             | lun.          | Journée 1     | 9            | mar.      | née 6       | née 6         | dim.                | 8e de finale  | 8e de finale  | 8e de finale  | 35            | 35            | lun.   | jeu.       |
| 18                                                                               | sam.          | Tour de barrages | 2A            | ven.          | dim.         | mer.      | ven.        | ven.          | lun.                | 16e de finale | 8e de finale  | 8e de finale  | dim.          | dim.          | mar.   | Algérie    |
| 19                                                                               | dim.          | Tour de barrages | 2A            | 6             | lun.         | jeu.      | 18          | 18            | Demi-finales retour | ven.          | ven.          | ven.          | lun.          | lun.          | mer.   | sam.       |
| 20                                                                               | lun.          | Barrages         | Barrages      | dim.          | Journée 3    | ven.      | dim.        | dim.          | Demi-finales retour | 27            | 31            | 31            | Demi-finales  | Demi-finales  | jeu.   | dim.       |
| 21                                                                               | mar.          | ven.             | ven.          | lun.          | Journée 3    | 13        | lun.        | lun.          | jeu.                | dim.          | dim.          | dim.          | Demi-finales  | Demi-finales  | ven.   | lun.       |
| 22                                                                               | mer.          | 3                | 3             | 16e de finale | Journée 3    | dim.      | mar.        | mar.          | ven.                | lun.          | lun.          | lun.          | Demi-finales  | Demi-finales  | Finale | mar.       |
| 23                                                                               | jeu.          | dim.             | dim.          | 16e de finale | ven.         | lun.      | mer.        | mer.          | 16e de finale       | 8e de finale  | mar.          | mar.          | ven.          | ven.          | dim.   | Slovénie   |
| 24                                                                               | ven.          | lun.             | lun.          | jeu.          | 10           | Journée 5 | jeu.        | jeu.          | dim.                | 8e de finale  | mer.          | mer.          | 36            | 36            | lun.   | jeu.       |
| 25                                                                               | sam.          | Tour de barrages | 2e t.         | ven.          | dim.         | Journée 5 | ven.        | ven.          | lun.                | 16e de finale | jeu.          | jeu.          | dim.          | dim.          | mar.   | ven.       |
| 26                                                                               | dim.          | Tour de barrages | 2e t.         | 7             | lun.         | jeu.      | 19          | 19            | 23                  | ven.          | ven.          | ven.          | lun.          | lun.          | mer.   | sam.       |
| 27                                                                               | lun.          | Barrages         | Barrages      | dim.          | mar.         | ven.      | dim.        | dim.          | 23                  | 28            | 32            | 32            | Demi-finales  | Demi-finales  | jeu.   | dim.       |
| 28                                                                               | mar.          | ven.             | ven.          | lun.          | 8e de finale | 14        | 20          | 20            | jeu.                | Finale        | dim.          | dim.          | Demi-finales  | Demi-finales  | ven.   | lun.       |
| 29                                                                               | mer.          | 4                | 4             | Journée 2     | 8e de finale | dim.      | mar.        | mar.          | ven.                |               | lun.          | lun.          | Demi-finales  | Demi-finales  | sam.   | mar.       |
| 30                                                                               | 3e tour prél. | dim.             | dim.          | Journée 2     | ven.         | lun.      | mer.        | mer.          | 24                  |               | 1/4 de finale | 1/4 de finale | ven.          | ven.          | dim.   | mer.       |
| 31                                                                               | ven.          | lun.             | lun.          |               | 11           |           | jeu.        | jeu.          | dim.                |               | 1/4 de finale | 1/4 de finale |               |               | lun.   |            |
|                                                                                  | Juillet       | Août             | Août          | Septembre     | Octobre      | Novembre  | Décembre    | Décembre      | Janvier             | Février       | Mars          | Mars          | Avril         | Avril         | Mai    | Juin       |
| A : Une partie des rencontres est reportée au mieux selon les dates disponibles. |               |                  |               |               |              |           |             |               |                     |               |               |               |               |               |        |            |

### Classement
Le classement est établi sur le barème de points classique (victoire à 3 points, match nul à 1, défaite à 0).
Pour départager les égalités, on tient d'abord compte de la différence de buts générale, puis du nombre de buts marqués, puis des confrontations directes et enfin si la qualification ou la relégation est en jeu, les deux équipes jouent une rencontre d'appui sur terrain neutre.
| Rang | Équipe                | Pts  | J  | G  | N  | P  | Bp  | Bc | Diff |
| ---- | --------------------- | ---- | -- | -- | -- | -- | --- | -- | ---- |
| 1    | Chelsea C             | 86   | 38 | 27 | 5  | 6  | 103 | 32 | +71  |
| 2    | Manchester United T L | 85   | 38 | 27 | 4  | 7  | 86  | 28 | +58  |
| 3    | Arsenal               | 75   | 38 | 23 | 6  | 9  | 83  | 41 | +42  |
| 4    | Tottenham             | 70   | 38 | 21 | 7  | 10 | 67  | 41 | +26  |
| 5    | Manchester City       | 67   | 38 | 18 | 13 | 7  | 73  | 45 | +28  |
| 6    | Aston Villa           | 64   | 38 | 17 | 13 | 8  | 52  | 39 | +13  |
| 7    | Liverpool             | 63   | 38 | 18 | 9  | 11 | 61  | 35 | +26  |
| 8    | Everton               | 61   | 38 | 16 | 13 | 9  | 60  | 49 | +11  |
| 9    | Birmingham City P     | 50   | 38 | 13 | 11 | 14 | 38  | 47 | -9   |
| 10   | Blackburn             | 50   | 38 | 13 | 11 | 14 | 41  | 55 | -14  |
| 11   | Stoke City            | 47   | 38 | 11 | 14 | 13 | 34  | 48 | -14  |
| 12   | Fulham                | 46   | 38 | 12 | 10 | 16 | 39  | 46 | -7   |
| 13   | Sunderland            | 44   | 38 | 11 | 11 | 16 | 48  | 56 | -8   |
| 14   | Bolton                | 39   | 38 | 10 | 9  | 19 | 42  | 67 | -25  |
| 15   | Wolverhampton P       | 38   | 38 | 9  | 11 | 18 | 32  | 56 | -24  |
| 16   | Wigan                 | 36   | 38 | 9  | 9  | 20 | 37  | 79 | -42  |
| 17   | West Ham              | 35   | 38 | 8  | 11 | 19 | 47  | 66 | -19  |
| 18   | Burnley P             | 30   | 38 | 8  | 6  | 24 | 42  | 82 | -40  |
| 19   | Hull City             | 30   | 38 | 6  | 12 | 20 | 34  | 75 | -41  |
| 20   | Portsmouth            | 19-9 | 38 | 7  | 7  | 24 | 34  | 66 | -32  |

Qualifications européennes
Ligue des champions 2010-2011
- Phase de groupes
- Tour de barrages pour non-champions

Ligue Europa 2010-2011
- Tour de barrages
- Troisième tour de qualifications

Relégation
- Championship 2010-2011

Abréviations
T : Tenant du titre

P : Promus de Championship 2008-2009

C : Vainqueur de la FA Cup 2009-2010

L : Vainqueur de la Carling Cup 2009-2010

-9 : points de pénalité

### Domicile et extérieur
| Rang | Équipe              | Pts | J  | G  | N | P  | Bp | Bc | Diff |
| ---- | ------------------- | --- | -- | -- | - | -- | -- | -- | ---- |
| 1    | Chelsea             | 52  | 19 | 17 | 1 | 1  | 68 | 14 | +54  |
| 2    | Manchester United T | 49  | 19 | 16 | 1 | 2  | 52 | 12 | +40  |
| 3    | Arsenal             | 47  | 19 | 15 | 2 | 2  | 48 | 15 | +33  |
| 4    | Tottenham Hotspur   | 44  | 19 | 14 | 2 | 3  | 40 | 12 | +28  |
| 5    | Liverpool           | 42  | 19 | 13 | 3 | 3  | 43 | 15 | +28  |
| 6    | Manchester City     | 40  | 19 | 12 | 4 | 3  | 41 | 20 | +21  |
| 7    | Everton             | 39  | 19 | 11 | 6 | 2  | 35 | 21 | +14  |
| 8    | Blackburn Rovers    | 36  | 19 | 10 | 6 | 3  | 28 | 18 | +10  |
| 9    | Fulham              | 36  | 19 | 11 | 3 | 5  | 27 | 15 | +12  |
| 10   | Sunderland          | 34  | 19 | 9  | 7 | 3  | 32 | 19 | +13  |
| 11   | Birmingham City P   | 33  | 19 | 8  | 9 | 2  | 19 | 13 | +6   |
| 12   | Aston Villa         | 32  | 19 | 8  | 8 | 3  | 29 | 16 | +13  |
| 13   | Stoke City          | 27  | 19 | 7  | 6 | 6  | 24 | 21 | +3   |
| 14   | West Ham United     | 26  | 19 | 7  | 5 | 7  | 30 | 29 | +1   |
| 15   | BurnleyP            | 26  | 19 | 7  | 5 | 7  | 25 | 30 | -5   |
| 16   | Wigan               | 25  | 19 | 6  | 7 | 6  | 19 | 24 | -5   |
| 17   | Bolton              | 24  | 19 | 6  | 6 | 7  | 26 | 31 | -5   |
| 18   | Hull City           | 24  | 19 | 6  | 6 | 7  | 22 | 29 | -7   |
| 19   | WolverhamptonP      | 21  | 19 | 5  | 6 | 8  | 13 | 22 | -9   |
| 20   | Portsmouth          | 18  | 19 | 5  | 3 | 11 | 24 | 32 | -8   |

| Rang | Équipe              | Pts | J  | G  | N | P  | Bp | Bc | Diff |
| ---- | ------------------- | --- | -- | -- | - | -- | -- | -- | ---- |
| 1    | Manchester United T | 36  | 19 | 11 | 3 | 5  | 34 | 16 | +18  |
| 2    | Chelsea             | 34  | 19 | 10 | 4 | 5  | 35 | 18 | +17  |
| 3    | Aston Villa         | 32  | 19 | 9  | 5 | 5  | 23 | 23 | 0    |
| 4    | Arsenal             | 28  | 19 | 8  | 4 | 7  | 35 | 26 | +9   |
| 5    | Manchester City     | 27  | 19 | 6  | 9 | 4  | 32 | 25 | +7   |
| 6    | Tottenham Hotspur   | 26  | 19 | 7  | 5 | 7  | 27 | 29 | -2   |
| 7    | Everton             | 22  | 19 | 5  | 7 | 7  | 25 | 28 | -3   |
| 8    | Liverpool           | 21  | 19 | 5  | 6 | 8  | 18 | 20 | -2   |
| 9    | Stoke City          | 20  | 19 | 4  | 8 | 7  | 10 | 27 | -17  |
| 10   | Birmingham City P   | 17  | 19 | 5  | 2 | 12 | 19 | 34 | -15  |
| 11   | WolverhamptonP      | 17  | 19 | 4  | 5 | 10 | 19 | 34 | -15  |
| 12   | Bolton              | 15  | 19 | 4  | 3 | 12 | 16 | 36 | -20  |
| 13   | Blackburn Rovers    | 14  | 19 | 3  | 5 | 11 | 13 | 37 | -24  |
| 14   | Wigan               | 11  | 19 | 3  | 2 | 14 | 18 | 55 | -37  |
| 15   | Sunderland          | 10  | 19 | 2  | 4 | 13 | 16 | 37 | -21  |
| 16   | Fulham              | 10  | 19 | 1  | 7 | 11 | 12 | 31 | -19  |
| 17   | Portsmouth          | 10  | 19 | 2  | 4 | 13 | 10 | 34 | -24  |
| 18   | West Ham United     | 9   | 19 | 1  | 6 | 12 | 17 | 37 | -20  |
| 19   | Hull City           | 6   | 19 | 0  | 6 | 13 | 12 | 46 | -34  |
| 20   | BurnleyP            | 4   | 19 | 1  | 1 | 17 | 17 | 52 | -35  |

### Matchs
| Résultats (▼dom., ►ext.)                                   | Ars | Villa | Bir | Black | Bolt | Burn | Chel | Ever | Fulh | Hull | Liver | M.C. | M.U. | Porth | Stoke | Sund | Spurs | West.H | Wigan | Wolves |
| Arsenal                                                    |     | 3-0   | 3-1 | 6-2   | 4-2  | 3-1  | 0-3  | 2-2  | 4-0  | 3-0  | 1-0   | 0-0  | 1-3  | 4-1   | 2-0   | 2-0  | 3-0   | 2-0    | 4-0   | 1-0    |
| Aston Villa                                                | 0-0 |       | 1-0 | 0-1   | 5-1  | 5-2  | 2-1  | 2-2  | 2-0  | 3-0  | 0-1   | 1-1  | 1-1  | 2-0   | 1-0   | 1-1  | 1-1   | 0-0    | 0-2   | 2-2    |
| Birmingham City                                            | 1-1 | 0-1   |     | 2-1   | 1-2  | 2-1  | 0-0  | 2-2  | 1-0  | 0-0  | 1-1   | 0-0  | 1-1  | 1-0   | 0-0   | 2-1  | 1-1   | 1-0    | 1-0   | 2-1    |
| Blackburn Rovers                                           | 2-1 | 2-1   | 2-1 |       | 3-0  | 3-2  | 1-1  | 2-3  | 2-0  | 1-0  | 0-0   | 0-2  | 0-0  | 3-1   | 0-0   | 2-2  | 0-2   | 0-0    | 2-1   | 3-1    |
| Bolton Wanderers                                           | 0-2 | 1-0   | 2-1 | 0-2   |      | 1-0  | 0-4  | 3-2  | 0-0  | 2-2  | 2-3   | 3-3  | 0-4  | 2-2   | 1-1   | 0-1  | 2-2   | 3-1    | 4-0   | 1-0    |
| Burnley                                                    | 1-1 | 1-1   | 2-1 | 0-1   | 1-1  |      | 1-2  | 1-0  | 1-1  | 2-0  | 0-4   | 1-6  | 1-0  | 1-2   | 1-1   | 3-1  | 4-2   | 2-1    | 1-3   | 1-2    |
| Chelsea                                                    | 2-0 | 7-1   | 3-0 | 5-0   | 1-0  | 3-0  |      | 3-3  | 2-1  | 2-1  | 2-0   | 2-4  | 1-0  | 2-1   | 7-0   | 7-2  | 3-0   | 4-1    | 8-0   | 4-0    |
| Everton                                                    | 1-6 | 1-1   | 1-1 | 3-0   | 2-0  | 2-0  | 2-1  |      | 2-1  | 5-1  | 0-2   | 2-0  | 3-1  | 1-0   | 1-1   | 2-0  | 2-2   | 2-2    | 2-1   | 1-1    |
| Fulham                                                     | 0-1 | 0-2   | 2-1 | 3-0   | 1-1  | 3-0  | 0-2  | 2-1  |      | 2-0  | 3-1   | 1-2  | 3-0  | 1-0   | 0-1   | 1-0  | 0-0   | 3-2    | 2-1   | 0-0    |
| Hull City                                                  | 1-2 | 0-2   | 0-1 | 0-0   | 1-0  | 1-4  | 1-1  | 3-2  | 2-0  |      | 0-0   | 2-1  | 1-3  | 0-0   | 2-1   | 0-1  | 1-5   | 3-3    | 2-1   | 2-2    |
| Liverpool                                                  | 1-2 | 1-3   | 2-2 | 2-1   | 2-0  | 4-0  | 0-2  | 1-0  | 0-0  | 6-1  |       | 2-2  | 2-0  | 4-1   | 4-0   | 3-0  | 2-0   | 3-0    | 2-1   | 2-0    |
| Manchester City                                            | 4-2 | 3-1   | 5-1 | 4-1   | 2-0  | 3-3  | 2-1  | 0-2  | 2-2  | 1-1  | 0-0   |      | 0-1  | 2-0   | 2-0   | 4-3  | 0-1   | 3-1    | 3-0   | 1-0    |
| Manchester United                                          | 2-1 | 0-1   | 1-0 | 2-0   | 2-1  | 3-0  | 1-2  | 3-0  | 3-0  | 4-0  | 2-1   | 4-3  |      | 5-0   | 4-0   | 2-2  | 3-1   | 3-0    | 5-0   | 3-0    |
| Portsmouth                                                 | 1-4 | 1-2   | 1-2 | 0-0   | 2-3  | 2-0  | 0-5  | 0-1  | 0-1  | 3-2  | 2-0   | 0-1  | 1-4  |       | 1-2   | 1-1  | 1-2   | 1-1    | 4-0   | 3-1    |
| Stoke City                                                 | 1-3 | 0-0   | 0-1 | 3-0   | 1-2  | 2-0  | 1-2  | 0-0  | 3-2  | 2-0  | 0-0   | 1-1  | 0-2  | 1-0   |       | 1-0  | 1-2   | 2-1    | 2-2   | 2-2    |
| Sunderland                                                 | 1-0 | 0-2   | 3-1 | 2-1   | 4-0  | 2-1  | 1-3  | 1-1  | 0-0  | 4-1  | 1-0   | 1-1  | 0-1  | 1-1   | 0-0   |      | 3-1   | 2-2    | 1-1   | 5-2    |
| Tottenham Hotspur                                          | 2-1 | 0-0   | 2-1 | 3-1   | 1-0  | 5-0  | 2-1  | 2-1  | 2-0  | 0-0  | 2-1   | 3-0  | 1-3  | 2-0   | 0-1   | 2-0  |       | 2-0    | 9-1   | 0-1    |
| West Ham                                                   | 2-2 | 2-1   | 2-0 | 0-0   | 1-2  | 5-3  | 1-1  | 1-2  | 2-2  | 3-0  | 2-3   | 1-1  | 0-4  | 2-0   | 0-1   | 1-0  | 1-2   |        | 3-2   | 1-3    |
| Wigan Athletic                                             | 3-2 | 1-2   | 2-3 | 1-1   | 0-0  | 1-0  | 3-1  | 0-1  | 1-1  | 2-2  | 1-0   | 1-1  | 0-5  | 0-0   | 1-1   | 1-0  | 0-3   | 1-0    |       | 0-1    |
| Wolverhampton Wanderers                                    | 1-4 | 1-1   | 0-1 | 1-1   | 2-1  | 2-0  | 0-2  | 0-0  | 2-1  | 1-1  | 0-0   | 0-3  | 0-1  | 0-1   | 0-0   | 2-1  | 1-0   | 0-2    | 0-2   |        |
| - Victoire à domicile - Match nul - Victoire à l'extérieur |     |       |     |       |      |      |      |      |      |      |       |      |      |       |       |      |       |        |       |        |

## Statistiques

### Meilleurs buteurs
| Rang | Buteur               | Club              | Nb de Buts |
| ---- | -------------------- | ----------------- | ---------- |
| 1    | Didier Drogba        | Chelsea           | 29         |
| 2    | Wayne Rooney         | Manchester United | 26         |
| 3    | Darren Bent          | Sunderland        | 24         |
| 4    | Carlos Tévez         | Manchester City   | 23         |
| 5    | Frank Lampard        | Chelsea           | 22         |
| 6    | Fernando Torres      | Liverpool         | 18         |
| 6    | Jermain Defoe        | Tottenham         | 18         |
| 8    | Cesc Fàbregas        | Arsenal           | 15         |
| 9    | / Emmanuel Adebayor  | Manchester City   | 14         |
| 10   | Louis Saha           | Everton           | 13         |
| 10   | / Gabriel Agbonlahor | Aston Villa       | 13         |

### Meilleurs passeurs
| Rang | Joueurs             | Club              | Passes |
| ---- | ------------------- | ----------------- | ------ |
| 1    | Frank Lampard       | Chelsea FC        | 14     |
| 2    | Cesc Fàbregas       | Arsenal FC        | 13     |
| 3    | James Milner        | Aston Villa       | 12     |
| 4    | Didier Drogba       | Chelsea FC        | 10     |
| 5    | Aaron Lennon        | Tottenham Hotspur | 9      |
| 5    | Ryan Giggs          | Manchester United | 9      |
| 7    | Craig Bellamy       | Manchester City   | 8      |
| 7    | Florent Malouda     | Chelsea FC        | 8      |
| 7    | Matthew Etherington | Stoke City        | 8      |
| 7    | Leighton Baines     | Everton FC        | 8      |

## Récompenses
- Meilleur manager : Harry Redknapp (Tottenham Hotspur)
- Meilleur joueur : Wayne Rooney (Manchester United)
- Équipe type : Joe Hart (Birmingham City) - Branislav Ivanović (Chelsea), Thomas Vermaelen (Arsenal), Richard Dunne (Aston Villa), Patrice Évra (Manchester United) - James Milner (Aston Villa), Cesc Fàbregas (Arsenal), Frank Lampard (Chelsea), Antonio Valencia (Manchester United) - Wayne Rooney (Manchester United), Didier Drogba (Chelsea)

## Record
Le champion Chelsea est devenu le recordman de buts marqué en une saison de Premier League avec 103 buts au compteur. Cela a été possible notamment grâce à des succès 7-2, 7-1, 7-0 et 8-0 respectivement contre Sunderland, Aston Villa, Stoke City et Wigan.

## Parcours en Coupes d'Europe
Le parcours des clubs anglais dans les compétitions européennes de l'UEFA détermine les coefficients UEFA, et donc les futures places en coupes d'Europe des différents clubs anglais.
| Rang | Rang  | Ligue      | Coefficient UEFA 2009 | Coefficient 2005-2009 | Coefficient 2009-2010 | Coefficient UEFA 2010 | Places en Ligue des champions | Places en Ligue des champions | Places en Ligue Europa | Places en Ligue Europa |
| 2009 | 2010  | Ligue      | Coefficient UEFA 2009 | Coefficient 2005-2009 | Coefficient 2009-2010 | Coefficient UEFA 2010 | Groupes                       | Barrages                      | Barrages               | 3e tour                |
| ---- | ----- | ---------- | --------------------- | --------------------- | --------------------- | --------------------- | ----------------------------- | ----------------------------- | ---------------------- | ---------------------- |
| 1    | 1 (=) | Angleterre | 79,499                | 63,928                | 17,928                | 81,856                | 3                             | 1                             | 2                      | 1                      |
| 2    | 2 (=) | Espagne    | 74,266                | 61,829                | 17,928                | 79,757                | 3                             | 1                             | 2                      | 1                      |

| Participants en Ligue des champions - à partir de la phase de groupes, Manchester United (champion), Liverpool (vice-champion), Chelsea (3e) ; - du tour de barrages, Arsenal (4e). Participants en Ligue Europa - à partir du troisième tour de qualification, Fulham (7e) ; - du tour de barrages, Everton (5e et Aston Villa (6e) ; - des 16es de finale, Liverpool (repêché de Ligue des champions). Résultats - En qualifications, Arsenal apporte 2 points (2-0-0), Everton, 1 et demi, (1-1-0), Aston Villa, 1 (1-0-1) et Fulham, 3 (3-0-1) ; - Hors qualifications, Manchester United apporte 15 points (7-1-2), Liverpool, 15 (7-1-6), Chelsea, 10 (4-2-2), Arsenal 12 (5-2-3), Everton, 8 (4-0-4) et Fulham, 20 (8-4-3). | Parcours en Ligue des champions - Tour de barrages : Arsenal qualifié (2V) ; - Phase de groupes : Manchester United (4-1-1), Chelsea (4-2-0) et Arsenal (4-1-1) qualifiés, Liverpool (2-1-3) éliminé ; - Huitièmes de finale : Manchester United (2V) et Arsenal (1V, 1D) qualifiés, Chelsea (2D) éliminé ; - Quarts de finale : Manchester United (1V,1D) et Arsenal éliminés (1N, 1D) ; Parcours en Ligue Europa - Troisième tour de qualification : Fulham qualifié (2V) ; - Tour de barrages : Everton (1V, 1N) et Fulham (1V, 1D) qualifiés ; Aston Villa (1V, 1D) éliminé ; - Phase de groupes : Everton (3-0-3) et Fulham (3-2-1) qualifiés ; - Seizièmes de finale : Liverpool (2V) et Fulham (1V, 1N) qualifiés, Everton éliminé (1V, 1D) ; - Huitièmes de finale : Liverpool (1V, 1D) et Fulham (1V, 1D) qualifiés ; - Quarts de finale : Liverpool (1V, 1D) et Fulham (2V) qualifiés ; - Demi-finale : Fulham (1V, 1N) qualifié, Liverpool (1V,1D) éliminé ; - Finale : Fulham battu ; |

Coefficient Angleterre (saison 2009-2010)
- 33 points de bonifications en Ligue des champions : phase de groupes de Ligue des champions pour Manchester United, Liverpool, Chelsea et Arsenal (4 chacun), huitièmes de finale pour Manchester United, Chelsea et Arsenal (5 chacun), quart de finale pour Manchester United et Arsenal (1 point chacun) ;
- 5 points de bonifications en Ligue Europa : quart de finale pour Liverpool et Fulham (1 point chacun), demi-finale pour Liverpool et Fulham (1 point chacun), finale pour Fulham (1 point) ;
- Lors des phases de poules et des phases finales, 42 points en Ligue des champions et 38 points en Ligue Europa (2 points par victoire, 1 par nul) ;
- En tours de qualifications, 7,5 points (1 point par victoire, 0,5 par nul) ;

Soit en tout, 125,5 points pour 7 équipes engagées, donc un coefficient pour la saison 2009-2010 de {\displaystyle 125,5/7=17,928}.
Nouvel indice UEFA 2010 pour l'Angleterre{\displaystyle 63,928+17,928=81,856}
| Rang | Rang | Évolution | Club                 | Coefficient UEFA 2009 | Coefficient 2005-2009 | Coefficient 2009-2010 | Coefficient UEFA 2010 |
| 2009 | 2010 | Évolution | Club                 | Coefficient UEFA 2009 | Coefficient 2005-2009 | Coefficient 2009-2010 | Coefficient UEFA 2010 |
| ---- | ---- | --------- | -------------------- | --------------------- | --------------------- | --------------------- | --------------------- |
| 4    | 2    | +2        | Manchester United FC | 11,899                | 96,785                | 28,586                | 125,371               |
| 3    | 5    | -2        | Liverpool FC         | 118,899               | 90,785                | 24,586                | 115,371               |
| 2    | 3    | -1        | Chelsea FC           | 118,899               | 95,785                | 22,586                | 118,371               |
| 6    | 4    | +2        | Arsenal FC           | 106,899               | 89,785                | 25,586                | 115,371               |
| 54   | 42   | +12       | Everton FC           | 35,785                | 32,785                | 11,586                | 44,371                |
| 91   | 78   | +13       | Aston Villa FC       | 23,899                | 20,785                | 5,586                 | 39,371                |
| NC   | 49   | -         | Fulham FC            | 15,899                | 12,785                | 26,586                | 39,371                |